# Kosmoceratops
A Kosmoceratops (nevének jelentése 'díszes szarvú arcú', az ógörög κόσμος|κόσμος / kosmos ('dísz, dekoráció'), κέρας|κέρας / keras ('szarv') és ὤψ|ὤψ / ōps ('arc') szavakból) a növényevő chasmosaurina ceratopsia dinoszauruszok egyik neme, amely a késő kréta korban (a késő campaniai alkorszakban) élt, a mai Utah állam területén levő Laramidia szigetkontinensen. A fosszíliái a Kaiparowits-formáció Grand Staircase-Escalante National Monumenthez tartozó részéről kerültek elő. A nevét Scott D. Sampson, Mark A. Loewen, Andrew A. Farke, Eric M. Roberts, Catherine A. Forster, Joshua A. Smith és Alan L. Titus alkotta meg 2010-ben a (szintén ezen a lelőhelyen talált) chasmosaurina Utahceratopsszal és a Vagaceratopsszal együtt (melyre Albertában bukkantak rá). A típusfajt a K. richardsonit a holotípust és a Grand Staircase-Escalante National Monument területén több más fosszíliát felfedező önkéntes, Scott Richardson tiszteletére nevezték el.

## Anatómia

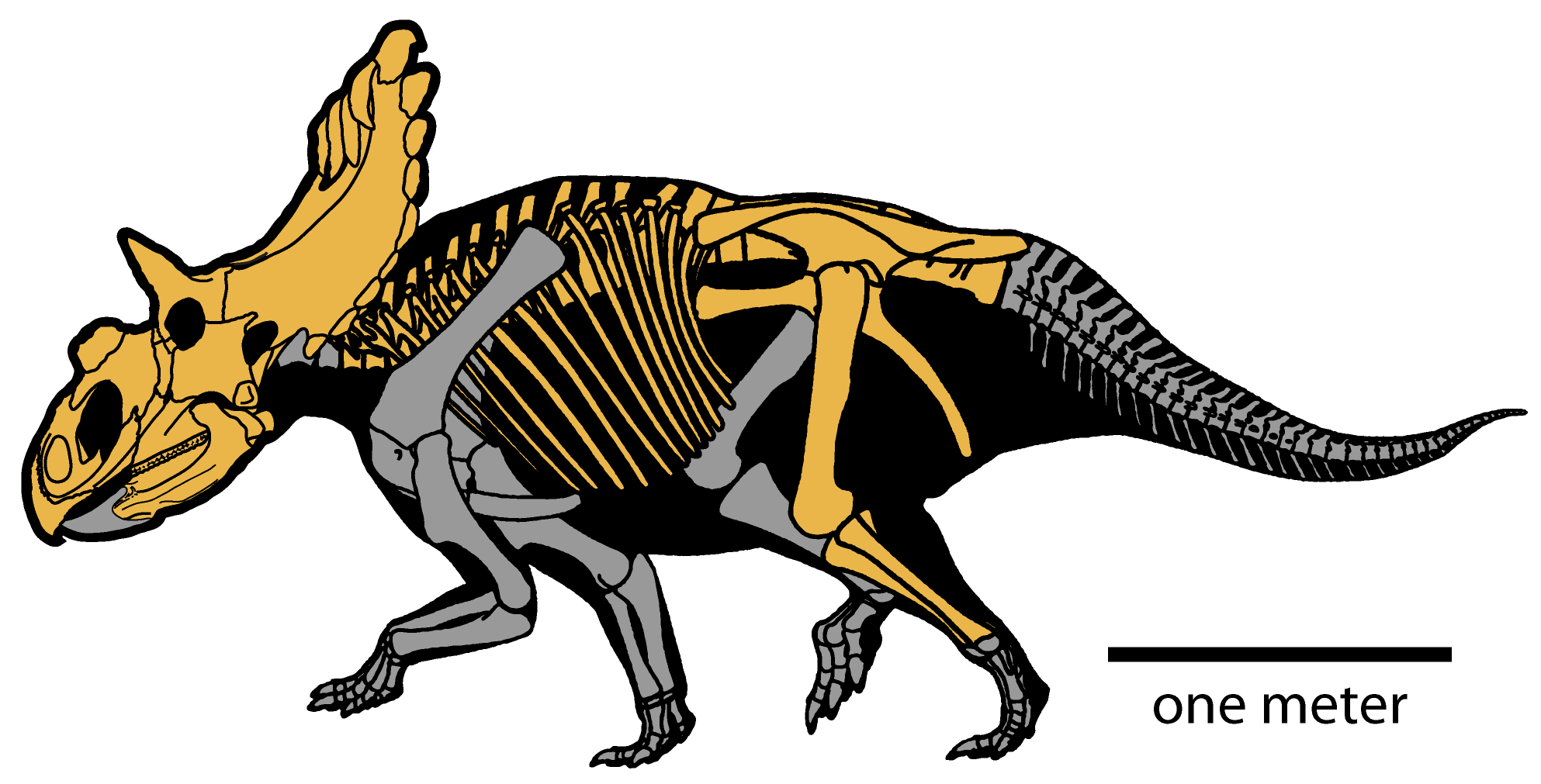
A Kosmoceratops richardsoni csontvázának rekonstrukciója, a sárgával jelölt ismert elemekkel

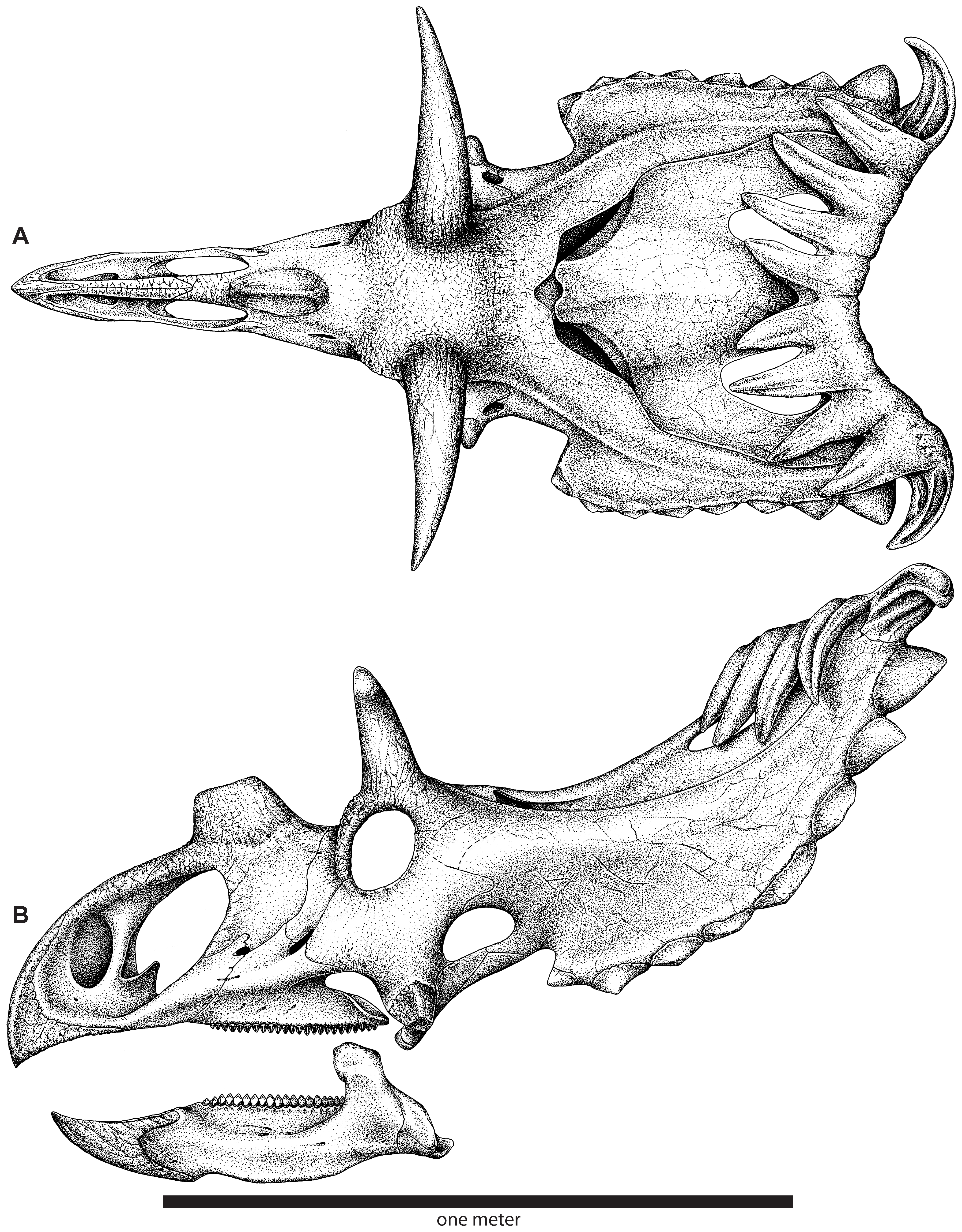
A K. richardsoni koponyájának rekonstrukciója

A Kosmoceratops az ismert dinoszauruszok között legdíszesebbnek számító koponyája által különböztethető meg. A szem feletti szarvak hosszúak, vékonyak és hegyesek. Oldalirányban állnak ki a koponyából, és lefelé hajlanak. E szarvak iránya eltér a legtöbb ceratopsiáétól, melyeknél a szarvak előrefelé vagy hátrafelé állnak. A koponyatetőn, a szemüregek előtt egy homlokszerű púp található.
Az orrszarvat tartó csontos rész lapos és pengeszerű. A Kosmoceratops nyakfodra a ceratopsiák között a legrövidebb a szélességéhez viszonyítva; körülbelül kétszer olyan széles, mint amilyen hosszú. A falcsonti koponyaablakok, a nyakfodron levő lyukak szintén nagyon aprók, és hátul helyezkednek el. A nyakfodor és a rajta levő nyílások jelentősen eltérnek a többi chasmosaurináétól, melyek közül több is hosszú nyakfodráról ismert. A nyakfodrot tíz kampószerű perem szegélyezi. Ezek közül nyolc előrefelé ráhajlik a nyakfodorra, kettő pedig inkább laterálisan hajlik, mint rosztrálisan. A koponyán összesen tizenöt szarv vagy szarvszerű struktúra található, ami meghaladja a többi ceratopsia hasonló függelékeinek számát.

## Törzsfejlődés
Az alábbi kladogram Sampson és szerzőtársai (2010-es) cikke alapján készült:
|  |  |

## Ősbiológia
A Kosmoceratops a legtöbb egyéb chasmosaurina mellett a mai Észak-Amerika nyugati részén egykor létezett szigetkontinens, Laramidia lakója volt. A késő kréta korban Laramidiát a Nyugati Belső Víziút elválasztotta az észak-amerikai kontinens keleti részén levő Appalachiától. Laramidián egy nagyobb evolúciós radiáció ment végbe, melynek kapcsán a szigetkontinens területéről több nagy dinoszaurusz klád vált ismertté. Két endemikus fauna létezhetett, egy-egy elszigetelődött biomát vagy „tartományt” alkotva: az egyik a déli, a mai Utah és Colorado államokból, a másik pedig az északi régióból ismert. A Kosmoceratops a legtöbb campaniai chasmosaurinával együtt a déli tartományban élt, míg az északit az Albertában felfedezett Chasmosaurus különféle fajai népesítették be.
A chasmosaurinák eredetileg Laramidából 80-90 millió évvel ezelőttről származnak, és 77 millió évvel ezelőtt már elterjedtek voltak a kontinensen. Úgy tűnik, hogy ebben az időben egy határ jött létre Utah és Colorado területén, ami elválasztotta a két tartományt. A Kosmoceratops a déli tartományban jelent meg a határ kialakulása után. 75,7 millió évvel ezelőtt, mikor a határ felbomlott, a Kosmoceratops fejlődési vonala észak felé költözött. Az északi tartományban olyan formák jelentek meg, mint a Vagaceratops. Ezekből a taxonokből később, a késő campaniai alkorszak és a maastrichti korszak során olyan, jóval fejlettebb chasmosaurinák alakultak ki, mint az Anchiceratops, az Arrhinoceratops, a Nedoceratops és a Triceratops.

## Fordítás
Ez a szócikk részben vagy egészben a Kosmoceratops című angol Wikipédia-szócikk ezen változatának fordításán alapul.  Az eredeti cikk szerkesztőit annak laptörténete sorolja fel. Ez a jelzés csupán a megfogalmazás eredetét és a szerzői jogokat jelzi, nem szolgál a cikkben szereplő információk forrásmegjelöléseként.